# Darkstar (band)
Darkstar is een Britse muziekgroep op het gebied van elektronische muziek. Vanaf het begin in 2006 kreeg de band uit Londen lovende kritieken. Hun single Aidy’s girl is a computer werd door The Guardian uitgeroepen tot een van de belangrijkste singles van het jaar 2009. Tot hoge verkoopcijfers leidde dat echter niet, noch de singles tot 2011 nog het in 2010 uitgegeven album haalde de Britse single/albumlijsten. Ook in Nederland en België haalde de band geen noteringen.
Het trio begon als duo met Aiden Whalley en James Young, James Buttery voegde zich later bij hun.

## Discografie

### Singles en ep's
- 2007 "Dead 2 Me" / "Break" (2010 Records)
- 2007 "Lilyliver" / "Out of Touch" (2010 Records)
- 2007 "Memories" (Remix) / "Saytar" (MG77)
- 2008 "Need You" / "Squeeze My Lime" (12-inch single) (Hyperdub)
- 2008 "Round Ours" (Clandestine Cultivations)
- 2008 "Starkey" (Remixes) (Offshore Recordings)
- 2009 "Aidy's Girl Is a Computer" (Hyperdub)
- 2010 "Gold" (Hyperdub)

### Albums
- 2010 North (Hyperdub)
- 2013 News from Nowhere (Warp)
- 2015 Foam Island (Warp)
- 2015 Kirklees Arcadia (Warp)

## Desambiguatie
Darkstar is niet te verwarren met:
- Dark Star, een Engelse  psychedelische rockband
- Darxtar, een Zweedse spacerockband